# Ndeye Loum Diop
Pour les articles homonymes, voir Diop.
Ndeye Loum Diop est une joueuse sénégalaise de basket-ball.

## Carrière
Ndeye Loum Diop évolue en équipe du Sénégal dans les années 1970 et 1980 et remporte notamment le Championnat d'Afrique féminin de basket-ball 1981 ainsi que la médaille d'argent du Championnat d'Afrique féminin de basket-ball 1983. Elle participe au Championnat du monde féminin de basket-ball 1979, terminant à la 12e place.